# Piper sucreense
Piper sucreense är en pepparväxtart som beskrevs av Trel. & Yunck.. Piper sucreense ingår i släktet Piper och familjen pepparväxter. Inga underarter finns listade i Catalogue of Life.